# Gare de Nishinomiya-Kitaguchi
La gare de Nishinomiya-Kitaguchi (西宮北口駅, Nishinomiya-Kitaguchi-eki) est une gare ferroviaire de la ville de Nishinomiya, dans la préfecture de Hyōgo au Japon. La gare est gérée par la compagnie Hankyu.

## Situation ferroviaire
La gare de Nishinomiya-Kitaguchi est située au point kilométrique (PK) 15,6 de la ligne Hankyu Kobe et au PK 7,7 de la ligne Hankyu Imazu.

## Histoire
La gare est inaugurée le 16 juillet 1920.

## Service des voyageurs

### Accès et accueil
La gare dispose d'un bâtiment voyageurs, avec guichet, ouvert tous les jours.

### Desserte
- Ligne Hankyu Kobe :
  - voies 1 et 2 : direction Kobe-Sannomiya et Shinkaichi
  - voies 3 et 4 : direction Jūsō et Osaka-Umeda
- Ligne Hankyu Imazu :
  - voie 5 : direction Imazu
  - voies 6 et 7 : direction Takarazuka

Plan des voies